# Émile Burnouf
Émile-Louis Burnouf (* 26. August 1821 in Valognes; † 15. Januar 1907 in Paris) war ein französischer Indologe und Altphilologe. Seine Theorien beeinflussten die Entwicklung der Theosophie und der arischen Rassenideologie.

## Leben und Werk
Burnouf studierte seit 1841 an der École normale supérieure, anschließend war er Mitglied der École française d’Athènes. Er war Professor an der Universität Nancy und von 1867 bis 1875 Direktor der École française d’Athènes. Er verfasste ein Sanskrit-Französisch-Wörterbuch.
Beeinflusst von seinem Cousin, dem Orientalisten Eugène Burnouf, versuchte Émile Burnouf, die Ideenwelten der Buddhisten und Hindu mit der europäischen Kultur in Einklang zu bringen. In Folge dieser Bemühungen behauptete er, das Glaubenssystem der frühen Arier entdeckt zu haben.
Burnouf war der Auffassung, dass nur arische und semitische Völker von der Anlage her religiös waren. Er vertrat die Meinung, der ursprünglich pantheistische Glaube der Arier sei „semitisiert“ und dadurch zum monotheistischen Christentum geworden.
Burnouf nahm eine Hierarchie der Rassen an, an deren Spitze die Arier als Herrenrasse stehen. Seine Schriften sind von Vorurteilen geprägt und enthalten zahlreiche antisemitische Behauptungen. So meinte er, „echte Semiten“ hätten kleinere Gehirne als Arier, weil ihr Schädelwachstum früher abgeschlossen sei.
Ferner nahm Burnouf an, die frühen Hebräer hätten aus zwei Rassen bestanden. Die eine der Rassen, die semitische, habe Elohim verehrt, die andere Jahwe. Bei letzterer habe es sich „möglicherweise“ um Arier gehandelt, die nördlich von Jerusalem in Galiläa gelebt hätten. Die Galiläer und die mächtigeren Priester der Semiten in Jerusalem hätten sich bekämpft. Jesus sei dementsprechend von den Judäern abgelehnt, von Griechisch sprechenden Menschen jedoch anerkannt worden. Damit schuf Burnouf die Grundlage für die nationalsozialistische Behauptung, Jesus sei in Wirklichkeit ein Arier gewesen.
Von Heinrich Schliemann um Rat bei der Deutung der Swastika-Zeichen in den Ruinen von Troja gebeten, erklärte Burnouf, diese seien stilisierte Darstellungen eines Feueraltars in der Draufsicht. Die Swastika sei das zentrale Symbol der arischen Rasse. Diese Sichtweise wurde im Gefolge der Arbeiten von Schliemann und Burnouf in Westeuropa weitgehend übernommen.
Burnouf war ab 1868/69 Ehrenmitglied der Griechischen philologischen Gesellschaft in Konstantinopel.

## Schriften (Auswahl)
- De Neptuno ejusque cultu præsertim in Peloponneso. J. Delalain, Paris 1850, (Digitalisat; Dissertation in lateinischer Sprache, die Burnouf zum Zweck der Erlangung der Doktorwürde an der geisteswissenschaftlichen Fakultät zu Paris vorlegte).
- mit L. Leupol (d. i.: François Leloup-Leupol): Méthode pour étudier la langue sanscrite. Vagner u. a., Nancy u. a. 1859, (Digitalisat).
- La Bhagavad-Gîtâ ou le Chant du Bienheureux. Poëme Indien. Imprimerie Orientale u. a., Nancy u. a. 1861, (Digitalisat; Text der Bhagavadgita in Sanskrit und Französisch).
- Essai sur le Vêda. Dezobry, Fd Tandou et Cie, Paris 1863, (Digitalisat).
- mit L. Leupol (d. i.: François Leloup-Leupol): Dictionnaire Classique Sanscrit-Français où sont coordonnés, revisés et complétés les travaux de Wilson, Bopp, Westergaard, Johnson, etc. et contenant Le dêvanâgari, sa transcription européenne, l'interprétation, les racines et de nombreux rapprochements philologiques. Maisonneuve, Paris 1866, (Digitalisat).
- Histoire de la littérature grecque. 2 Bände. Ch. Delagrave, Paris 1869, (Digitalisate: Band 1. Band 2).
- La Légende athénienne. Étude de mythologie comparée. Maisonneuve et Cie, Paris 1872, (Digitalisat).
- La Mythologie japonais d’après le Kokŭ-si-ryakŭ ou abrégé des historiens du Japon. Maisonneuve et Cie, Paris 1875, (Digitalisat).
- La Ville et l’Acropole d’Athènes aux diverses époques. Maisonneuve et Cie, Paris 1877, (Digitalisat).
- Le Catholicisme contemporain. Calmann Lévy u. a., Paris 1879, (Digitalisat).
- Mémoires sur l’Antiquité. L’âge de bronze – Troie – Santorin – Délos – Mycènes – Le Parthénon – Les Courbes – Les Propylées – Un faubourg d’Athènes. Maisonneuve et Cie, Paris 1879, (Digitalisat).
- La science des religions. 2me Édition. Maisonneuve et Cie, Paris 1872, (Digitalisat; Erstveröffentlicht als Artikelserie in „Revue des deux-mondes“, 1864–1868).
- La Vie et la pensée. Élements réels de philosophie. C. Reinwald, Paris 1886, (Digitalisat).